# Lixophaga aurea
Lixophaga aurea är en tvåvingeart som först beskrevs av Thompson 1968.  Lixophaga aurea ingår i släktet Lixophaga och familjen parasitflugor. Inga underarter finns listade i Catalogue of Life.